# Lipowica (Przemyśl)
Lipowica – część miasta Przemyśla oraz osiedle administrayjne nr 4 miasta Przemyśla (jednostka pomocnicza gminy)
Dawniej był to przysiółek gromady Ujkowice w gminie Orzechowce w powiecie przemyskim, włączony do Przemyśla w związku z reformą administracyjną kraju jesienią 1954.
W 2023 roku liczba mieszkańców Lipowicy wynosiła 1662.
Położona jest w północnej części miasta i obejmuje ulice: Armii Krajowej (strona prawa od nr 18 do końca, strona lewa od nr 27 do końca), Marcina Bielskiego (strona prawa od nr 86 do końca, strona lewa od nr 115 do końca), Zofii Chrzanowskiej, Ojca Augustyna Kordeckiego, Lipowicka, Łętowska, Władysława Łokietka, Obronna, Ignacego Paderewskiego (strona lewa od nr 3 do końca, strona prawa od nr 22 do końca), Sanatoryjna, Szańce (strona lewa od nr 73 do końca), Stanisława Sobińskiego, Michała Wołodyjowskiego (strona prawa cała, strona lewa do nr 51), Generała Józefa Wysockiego, Zamiejska, Żurawicka, Źródlana, Jana Kochanowskiego (strona lewa od nr 85 do końca, strona prawa od nr 82 do końca).